# Caroline Hammer
Caroline Hammer (28. oktober 1832 i Hulerød, Søborg Sogn – 12. januar 1915 i Fredensborg) var en dansk fotograf, søster til Otto Christian Hammer.
Hun var datter af krigshelten fra 1807 og 1848, distriktskommissær Frederik Hammer og Elisabeth Kirstine Lemvigh og voksede op i Asminderød i Nordsjælland som næstsidste barn af en søskendeflok på ni. I 1849 døde moderen, og familien flyttede til den frisiske ø Før, hvor broderen, søofficer Otto Christian Hammer, var blevet udstationeret. Sammen med faderen og tre søstre slog hun sig ned i Villa Idyle og blev dermed nabo til broderens familie i Vyk.
Vyk var dengang en populær badeby, og Caroline Hammer begyndte at fotografere på øen i begyndelsen af 1860'erne. Man ved ikke, hvem som introducerede hende til det nye medium, fotografiet, men det bedste bud er en af tidens mange omrejsende fotografer. Hun er desuden fotograferet af fotografen L.P. Rasmussen, som var virksom i København i 1850'erne og 1860'erne. Først var Hammer dog ansat hos en fru Rescheness i den isolerede by Goting, hvor hun lærte at brodere.
Hammers første billeder var udendørsoptagelser ved stranden og på øen med fiskerbåde og fiskerne, de hestetrukne badehuse på hjul og "fuglekøjer" til at fange vildænder med som motiver. I 1870'erne begyndte hun at hellige sit portrætkunsten, og hendes fotografier fra denne periode viser familien, broderen og hans børn, søstrene, hjemmene og haverne. Hammer viste sig som en kompetent portrætfotograf med blik for modellens karakter, og især hendes børneportrætter er fremragende. 1881 blev hun det første kvindelige medlem af Dansk Photographisk Forening, som var blevet stiftet 1879. Hendes billeder er stemplet "C. Hammer" og "Wyk".
I 1891 købte Caroline Hammer en grund og byggede hus til sig selv og sine søstre i Fredensborg, altså nær barndomshjemmet. På dette tidspunkt havde hun afsluttet sin karriere som erhvervsmæssig fotograf, men tog stadig private billeder, bl.a. en række fotografier fra villaen og haven. Fotografierne er ikke stemplede, ej heller signerede, dog i enkelte tilfælde med det gamle stempel fra Vyk. De sidste 25 år af sit liv levede hun beskedent af sine opsparede midler.
Det Kongelige Bibliotek har en række af hendes fotografier.